# НК-32
НК-32 (изделие «Р») — двухконтурный трёхвальный турбореактивный двигатель с общей форсажной камерой (ТРДДФ), разработанный на Куйбышевском моторном заводе под руководством Н. Д. Кузнецова.

## Конструкция
Компрессор имеет трёхступенчатый вентилятор, пять ступеней среднего давления и семь ступеней высокого давления. Лопатки компрессора изготовлены из титана, стали и (в каскаде высокого давления) никелевого сплава.
Камера сгорания кольцевая многофорсуночная.
Турбина имеет одну ступень высокого давления (диаметр около 1 м, температура горения 1575 K) с охлаждаемыми монокристаллическими лопатками, одну ступень среднего давления и две — низкого давления.
Сопло двигателя регулируемое, автомодельное.
Система управления электронная, с гидромеханическим дублированием.

## Сфера применения
В настоящее время используется на стратегических бомбардировщиках-ракетоносцах Ту-160.
Двигатель также был установлен на «летающей лаборатории» Ту-144ЛЛ.

## История
Разработка началась в 1977 году. В серийном производстве с 1983 года. В рамках разработки сверхзвукового пассажирского самолёта (СПС) второго поколения в конце 1970-х годов был также разработан двигатель НК-321. Двигатель испытывался и эксплуатировался на самолётах Ту-142ЛЛ и Ту-144ЛЛ.
В 1993 году серийное производство было прекращено.
В декабре 2006 года после подписания соглашения между РЖД и Самарским научно-техническим комплексом имени Н. Д. Кузнецова началась разработка газотурбинного двигателя НК-361 на базе двигателя НК-32 для самого мощного в мире газотурбовоза ГТ1.
В 2016 году ПАО «Кузнецов» заявило о том, что возобновляет серийный выпуск двигателей НК-32 для ракетоносцев Ту-160, в этом же году был заключён контракт на производство четырёх двигателей НК-32-02 установочной партии.
В 2018 году был заключён второй контракт на серийный выпуск 22 двигателей НК-32-02. 3 ноября 2020 года состоялся первый полёт Ту-160М с новыми серийными двигателями НК-32-02.
На базе двигателя НК-32 планируется создать двигатель для перспективного авиационного комплекса дальней авиации (ПАК ДА).
Также на базе НК-32 планируется создать новый двигатель для Ан-124 взамен производившегося на Украине Д-18Т.